# Matayba elegans
Matayba elegans är en kinesträdsväxtart som beskrevs av Ludwig Radlkofer. Matayba elegans ingår i släktet Matayba och familjen kinesträdsväxter. Inga underarter finns listade i Catalogue of Life.